# Lijst van voormalige spoorwegstations in Zeeland
- Axel
- 's-Heer Arendskerke
- Hulst
- Kijkuit
- Oostdijk
- Philippine

- Sas van Gent
- Sluiskil
- Sluiskil Brug
- Terneuzen
- Vlake
- Vlissingen Stad

## Spoorweg-Maatschappij Zuid-Beveland(SZB)
Stations en haltes langs de tramlijnen:
- Tramlijn Goes - Hoedekenskerke - Goes
- Tramlijn Goes - Wemeldinge
- Tramlijn Goes - Wolphaartsdijkse Veer

Een deel van de stations is nog in gebruik bij de museumlijn Stoomtrein Goes - Borsele
- Baarland (1926)
- Bijsterweg
- Borssele (1926)
- Borssele Steiger
- Borsselsche Dijk
- Bosscheweg
- Dopweg
- Driewegen-Ovezande (1926)
- Ellewoutsdijk (1926)
- 's-Gravenpolder-'s-Heer Abtskerke (1926)
- 's-Heerenhoek (1926)
- Heerenpolder
- 's-Heer Hendrikskinderen

- Heinkenszand (1926)
- Hoedekenskerke (1926)
- Kattendijke (1926)
- Kwadendamme (1926)
- Nieuwe Kraaijertpolder
- Nieuwdorp (1926)
- Nisse (1926)
- Noord Kraaijert (Lewedorp)
- Oudelande (1926)
- Wemeldinge (1926)
- Wolphaartsdijk (1926)
- Wolphaartsdijkse Veer (1926)